# Fuga dal pianeta degli umani
Fuga dal pianeta degli umani (Humans) è un romanzo di fantascienza dello scrittore canadese Robert J. Sawyer, pubblicato per la prima volta nel 2003.

## Storia editoriale
Il romanzo, pubblicato per la prima volta negli Stati Uniti nel 2003 con l'editore Tor Books, è il secondo di una trilogia, la cosiddetta serie Neanderthal Parallax composta, nell'ordine, da La genesi della specie (Hominids, 2002), da Fuga dal pianeta degli umani (Humans, 2003) e da Origine dell'ibrido (Hybrids, 2003).
L'opera, nel 2004, è stata candidata al Premio Hugo per il miglior romanzo.
In Italia il romanzo è stato pubblicato per la prima volta nel 2009 per l'editore Mondadori nella collana collana Urania.

## Edizioni
- (EN) Robert J. Sawyer, Humans, New York, Tor, febbraio 2003, ISBN 978-0-312-87691-3.
- (ES) Robert J. Sawyer, Humanos, traduzione di Rafael Marin Trechera, Nova, EDB Ficcion, 2005, ISBN 9788466621359.
- (PL) Robert J. Sawyer, Ludzie, Solaris, 2007, ISBN 9788389951816.
- (CS) Robert J. Sawyer, Lidé, traduzione di Aleš Drobek, Triton, 2007, ISBN 9788072545193.
- Robert J. Sawyer, Fuga dal pianeta degli umani, traduzione di Dario Rivarossa, Urania, n. 1542, Milano, Mondadori, gennaio 2009.
- (TR) Robert J. Sawyer, İnsanlar, traduzione di Okan Özle, Ankara, Abis Yayınları, 2011, ISBN 9786056152955.